# Souesmes
Souesmes (ausgesprochen „ßuäm“) ist eine französische Gemeinde mit 1.013 Einwohnern (Stand 1. Januar 2022) im Département Loir-et-Cher in der Region Centre-Val de Loire. Souesmes ist die östlichste Gemeinde des Départements Loir-et-Cher. Sie liegt 200 Kilometer südlich von Paris im Waldgebiet der Sologne und wird vom Fluss Petite Sauldre und seinem Zufluss Boute Morte durchquert.

## Nachbargemeinden
- Salbris
- Pierrefitte-sur-Sauldre
- Ménétréol-sur-Sauldre
- Sainte-Montaine
- Presly
- Nançay

## Geschichte
- Souesmes liegt an der Römerstraße zwischen Avaricum (Bourges) und Cenabum (Orléans). Der Fluss Sauldre – nördlich von Souesmes – war die Grenze zwischen den Karnuten und den Biturigen.
- Ursprüngliche Namen: „Sesmovico“, „Segimo vico“ (merowingische Münze), „Sissima“ im Jahr 634, „Seisma“ im 11. Jahrhundert, dann „Soeme“ (verschiedene Schreibweisen seit dem Mittelalter).
- Im Jahr 634, Eigentum des Klosters Sankt Julian von Auxerre; die Kirche gehörte danach zur Stiftskirche St. Taurin von La Ferté-Imbault.
- 1451 mit der Grafstadt Blois vereint. Im Jahr 1498 an die Krondomäne unter König Ludwig XII. angeschlossen.
- 17. Juni 1944: schwere Kämpfe zwischen Deutschen und der französischen Résistance.

## Bevölkerungsentwicklung
| Jahr                       | 1962 | 1968 | 1975 | 1982 | 1990 | 1999 | 2007 | 2017 |
| Einwohner                  | 1094 | 1125 | 1060 | 1122 | 1135 | 1115 | 1114 | 1059 |
| Quellen: Cassini und INSEE |      |      |      |      |      |      |      |      |

## Sehenswürdigkeiten
- Kirche St. Julian
- Schloss von Souesmes

## Persönlichkeiten
- Jacques Dessange, Friseur, geb. 1925